# Cees Geel
Cornelis Pieter "Cees" Geel (Schagen, 13 de março de 1965) é um ator holandês. Seus papéis notáveis incluem a minissérie de TV Anne Frank: The Whole Story (2001) e o filme Simon (2004), pelo qual ganhou o prêmio Bezerro de Ouro.

## Filmografia parcial
- Anne Frank: The Whole Story (2001; TV) como Willem Van Maaren
- Schiet mij maar lek (2002; TV) como Karel
- Simon (2004) como Simon Cohen
- 06/05 (2004) como Agente Policial
- Medea (2005)
- Too Fat Too Furious (2005) como Lars Meuleman
- Deuce Bigalow: European Gigolo (2005) como Porteiro do Sindicato das Prostitutas
- Samen (TV; 2005–06) como Rogier Kuipers
- Het Woeden der Gehele Wereld (2006) como Joost Vroom
- Spoorloos verdwenen (2006; TV episódio "De verdwenen actrice") como Snaker
- Gooische vrouwen (2006; TV episódio "Regiseur") as Regiseur
- Adriaan (2007) como Vader Adriaan
- Van Speijk (2007; TV 3 episódios) como Detetive Koos Zwart
- De Scheepsjongens van Bontekoe (2007) as Koopman
- Sextet (2007) como Wim
- Clean Hands (2015)